# Новая эстетика (эстетика)

Новая эстетика — термин, предложенный Джеймсом Бридли для обозначения возрастающей видимости визуального языка цифровых технологий и Интернета в физическом мире, спутывания виртуального и физического. Это явление существует уже давно, но Бридли сформулировал это понятие в серии бесед и наблюдений в 2010-х. Термин получил более широкое распространение после панельной дискуссии на конференции SXSW в 2012 году.

## История
Развиваясь из серии коллекций цифровых объектов, которые стали физическими, движение распространяется вокруг блога под названием «Новая эстетика», который определил контуры движения без манифеста. Новая эстетика как концепция была представлена на конференции South By South West (SXSW) 12 марта 2012 года на панели, организованной Джеймсом Бридли , в которой участвовали теоретики Аарон Коуп, Бен Терретт, Джоан МакНил и Рассел Дэвис. 
В 2012 году в Wired выходит статья Брюса Стерлинга под названием «Эссе о новой эстетике», сделавшую идею новой эстетики объектом критического общественного осмысления. В этой статье описаны основные положения концепции, а также выделены некоторые критически слабые области для развития. Последующий отклик через Интернет был быстрым и содержал ряд значительных поправок.
Брюс Стерлинг о новой эстетике:
Новая эстетика — естественный продукт современной сетевой культуры. Он происходит из Лондона, но родился цифровым, в Интернете. Новая эстетика — это «объект теории» и «разделяемая концепция».
Новая эстетика «коллективно разумна». Она диффузная, краудсорсинговая и состоит из множества мелких кусочков, произвольно соединенных между собой. Она ризоматична, как, вероятно, скажут вам люди в Rhizome. Она имеет открытый исходный код и представляет из себя триумф для дилетантов. Она как логотип, яркое скопление воздушных шаров, привязанное к огромному, темному и смертельному весу.
В 2012 году в  статье "Но оно движется: новая эстетика и возникший визуальный вкус" Мэтью Бэттлз, участник Metalab, проекта Центра Беркмана «Интернет и общество», дает определение, ссылаясь на примеры, претендующие на статус хрестоматийных:
Новая эстетика — это совместная попытка заключить в один круг несколько видов эстетической деятельности, включая, помимо прочего, беспилотную фотографию, повсеместное наблюдение, сбои и ошибки в изображениях, фотоснимки с улиц, ностальгию по 8-битному стилю. Центральным в новой эстетике является чувство, что мы учимся махать машинам, и, возможно, своими глюковыми, неуклюжими алгоритмическими способами они усердно начинают махать в ответ.
Одним из наиболее существенных вкладов в понятие новой эстетики стало развитие взаимопроникновения цифрового и повседневного. Здесь понятие непредставимости вычислений как в инфраструктуре, так и в экологии, важно для понимания общей для новой эстетики тенденции к пиксельной графике и ретро-8-битной форме. Это связано с идеей вычислительности, конституирующей вычислительные способы видения и действия.
Куратор Майкл Бетанкур в своей статье «Автоматизированный труд: новая эстетика и нематериальная телесность» рассматривает новую эстетику в связи цифровой автоматизацией. Новая эстетика здесь служит отправной точкой для изучения дискуссии Карла Маркса во «Фрагменте о машинах». 
Новые эстетические документации — это фиксирование перехода от более ранних соображений о машине как усилителе и распространителе человеческого труда к моделям, где машина не увеличивает, а вытесняет и даже устраняет значение человека как посредника в процессе производства.
Согласно Бетанкуру, новая эстетика документирует сдвиг в производстве, который отличается от описанного Марксом. В отличие от машин, описанных Марксом, которые зависели от человеческого контроля, те машины, которые идентифицируются с новой эстетикой, работают над заменой человеческого элемента цифровой автоматизацией, эффективно удаляют живой труд из производственного процесса.
Движение «Seapunk» имеет параллели с концепцией новой эстетики.